# Bouverie Francis Primrose
Pour les articles homonymes, voir Primrose.
Bouverie Francis Primrose (1813 - 1898) est un propriétaire et administrateur britannique du XIXe siècle. 

## Biographie

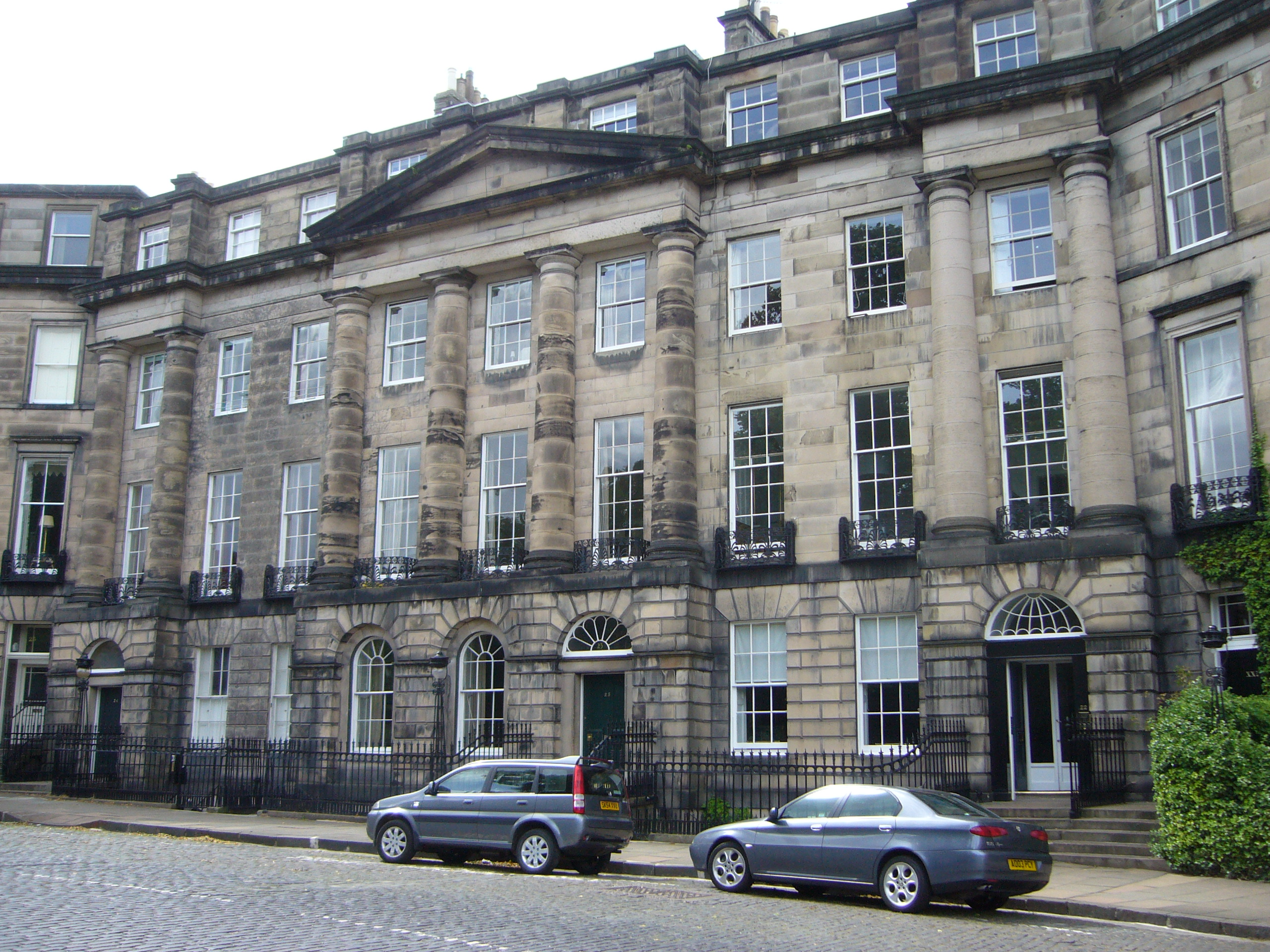
22 Moray Place

Il est né le 19 septembre 1813 près d'Édimbourg le deuxième fils d'Archibald Primrose (4e comte de Rosebery) et son épouse Harriett Bouverie. En 1817, la famille emménage dans la nouvelle Dalmeny House. 
En 1839, il est nommé receveur général du bureau de poste en Écosse. Il est également secrétaire de la Commission mixte de la fabrication et de la pêche pendant la majeure partie de sa vie. Il vit avec sa famille au 22 Moray Place une immense maison de ville géorgienne sur le Moray Estate dans l'ouest d'Edimbourg. 

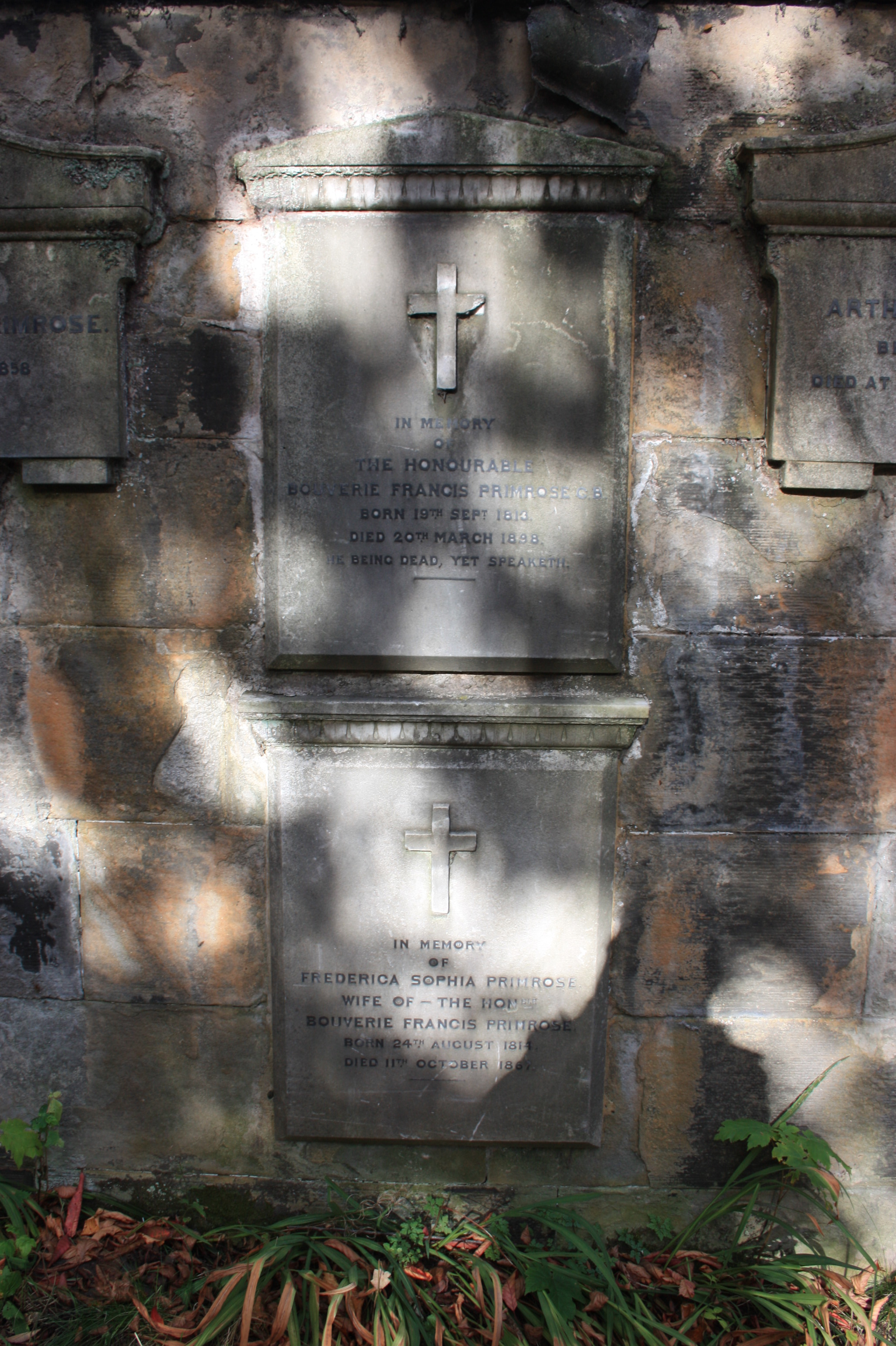
La tombe de Bouverie Francis Primrose, St Johns Edinburgh

Il occupe le grade de lieutenant-colonel dans la Brigade de volontaires de la ville d'Édimbourg. 
Il est élu membre de la Royal Society of Edinburgh en 1849. Son parrain est John Murray (Lord Murray) (en). 
Il prend sa retraite en 1882 et décède le 20 mars 1898 à l'âge de 84 ans. Il est enterré à l'extrémité ouest de l'une des terrasses inférieures du cimetière de St John's, à Édimbourg, à l'extrémité ouest de Princes Street. 

## Famille
En 1838, il épouse Frederica Sophia Anson (1814-1867), fille de Thomas Anson (1er vicomte Anson). Ils ont huit enfants dont Henry Primrose (en) (1846-1923) et le vice-amiral George Anson Primrose (en) (1849-1930). 
Il est l'oncle d'Archibald Primrose, 5e comte de Rosebery qui est Premier ministre britannique en 1894/5. 
Son portrait (vers 1870) de Robert Herdman est conservé par la Scottish National Portrait Gallery mais est rarement exposé. 